# Eikoh Hosoe
Eikoh Hosoe (Yonezawa, 18 marzo 1933 – Tokyo, 16 settembre 2024) è stato un fotografo e regista giapponese.

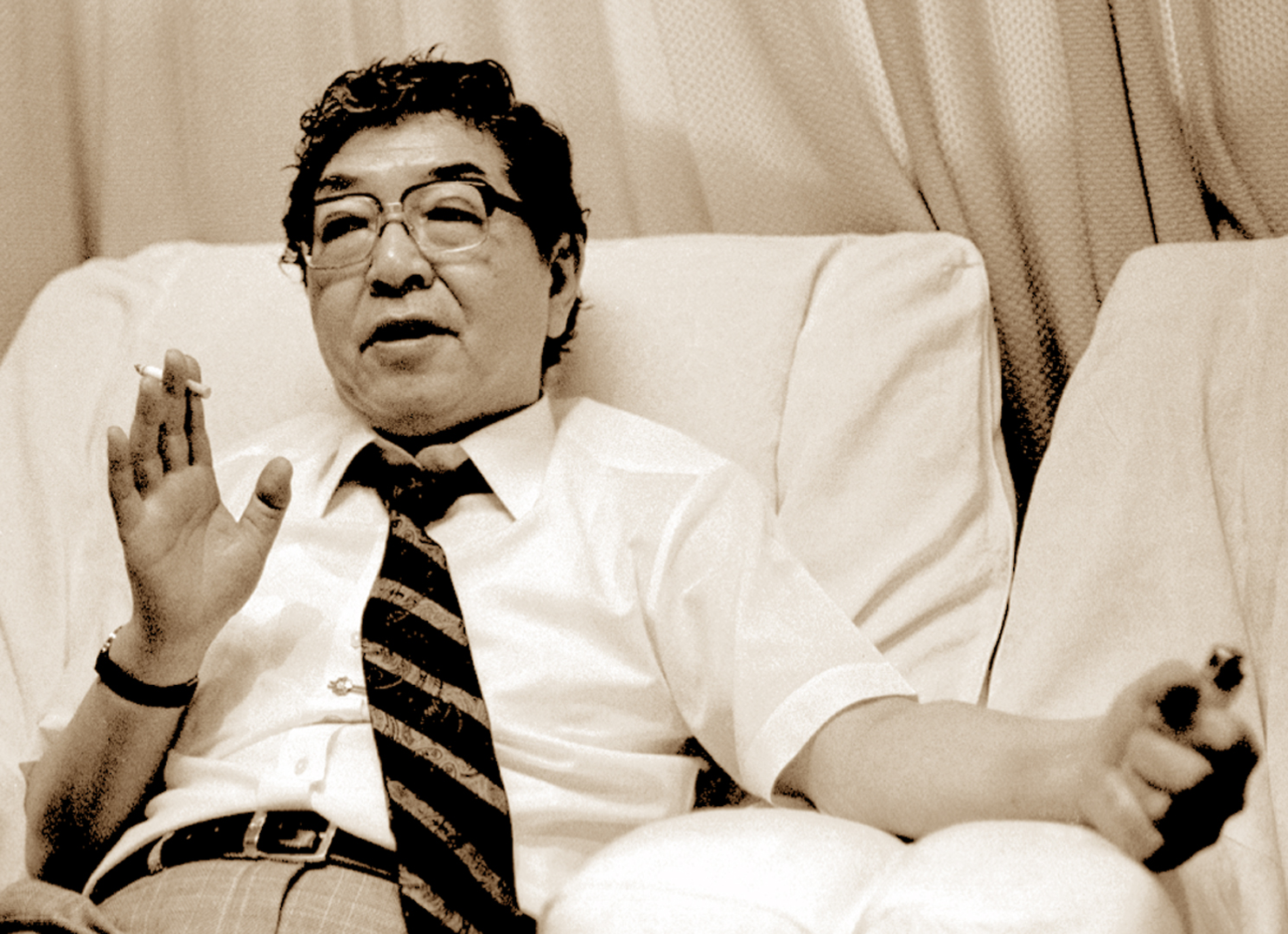
Eikoh Hosoe a Tokyo nel 1989

È noto per le sue immagini nelle quali esplora argomenti come la morte, l'ossessione erotica e l'irrazionalità, utilizzando il corpo per coglierne i segreti e le emozioni profonde. Ha collaborato con lo scrittore Yukio Mishima e con artisti come il ballerino Tatsumi Hijikata, noto per aver ideato la danza Butoh. Con entrambi ha stabilito anche un profondo legame di amicizia.

## Biografia
Figlio di un prete shintoista iniziò a scattare fotografie della sua infanzia. Mentre era studente al Tokyo College of Photography, dal 1951 al 1954, Hosoe si unì a "Demokrato", un gruppo di artisti d'avanguardia guidato dall'artista Ei-Q. Nel 1960, Hosoe creò il Jazz Film Laboratory (Jazzu Eiga Jikken–shitsu) con Shūji Terayama, Shintarō Ishihara e altri. Il Jazz Film Laboratory è stato un progetto artistico multidisciplinare volto a produrre lavori altamente espressivi e intensi come il cortometraggio in bianco e nero di Hosoe Navel and A-Bomb (titolo originale: Heso to genbaku, 1960).
Lo scrittore Yukio Mishima è stato il suo modello con cui Hosoe ha creato una serie di immagini oscure ed erotiche centrate sul corpo maschile, conosciute col titolo inglese di Killed by Roses o Ordeal by Roses (Bara-kei, 1961-1962). Le immagini sono state scattate ed ambientate nella casa di Mishima a Tokyo. Quest'opera precede ed anticipa il lavoro di Robert Mapplethorpe. Il rapporto con lo scrittore termina con la sua morte, suicidatosi con il rito del Seppuku nel 1970.
Hosoe ha ripreso il ballerino Hijikata durante le prove e gli spettacoli teatrali ma anche attraverso messe in scena appositamente create per la macchina fotografica. In questa accezione, Hosoe ha creato Kamaitachi, una serie di immagini che fanno riferimento a leggende sull'omonima creatura mitologica, tradizionalmente associata al vento. Nelle fotografie, Hijikata diviene una sorta di fantasma errante. Kamaitachi è stato pubblicato nel 1969.
Nel 1977, Hosoe visitò la celebre basilica di Gaudì a Barcellona, ne rimase folgorato e decise di fotografarla alla sua maniera, attraverso l'accostamento con il corpo, inducendo il lettore ad immaginare che l'opera dell'architetto spagnolo contenga mente, anima e corpo, proprio come un essere vivente. L'opera verrà pubblicata col titolo Gaudi no Uchu (Il cosmo di Gaudì) nel 1983.

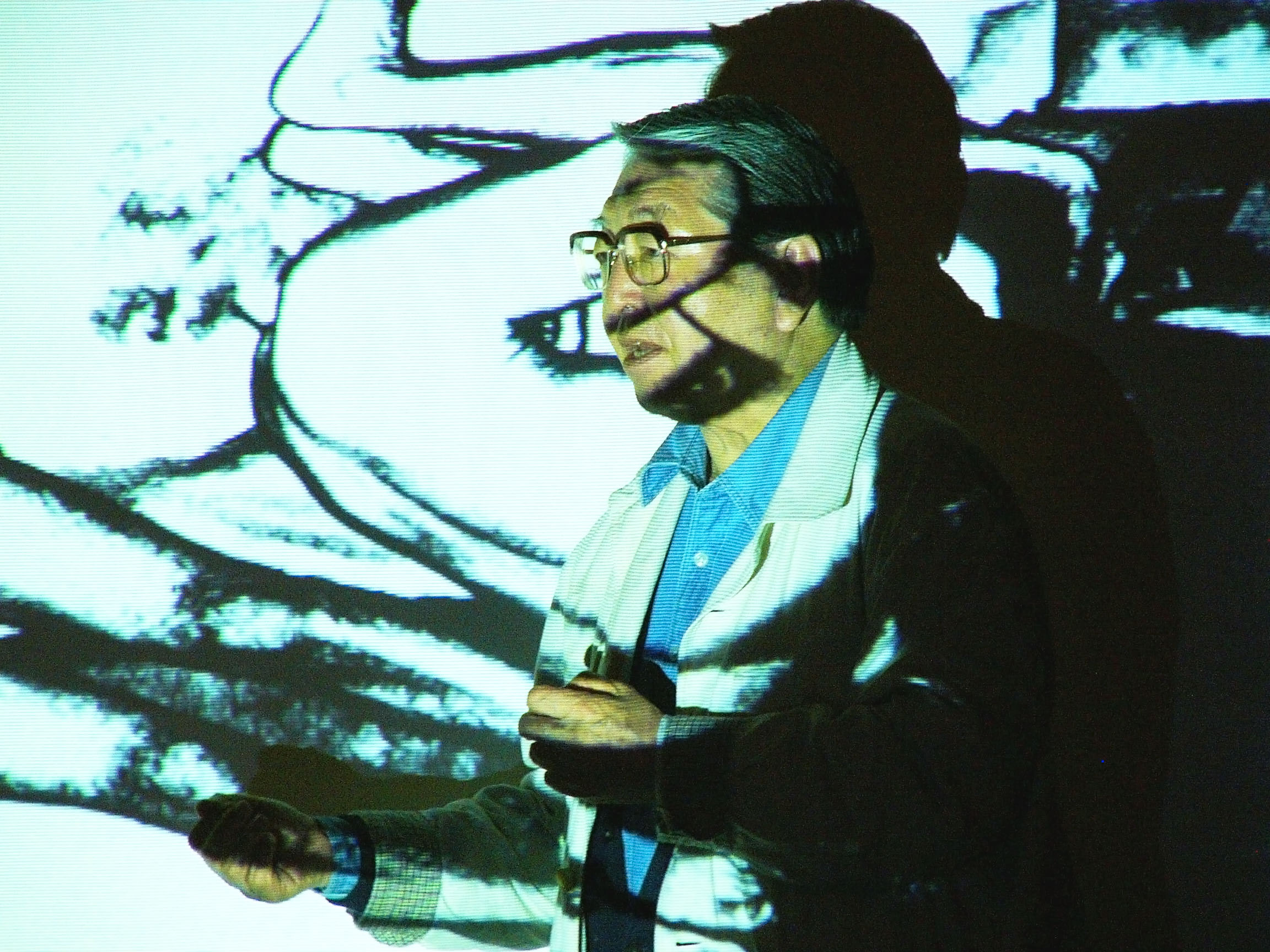
Eikoh Hosoe in Polonia durante il FotoArtFestival a Bielsko-Biala nel 2005

A partire dal 1975 ha insegnato fotografia in vari atenei e scuole del Giappone, tra gli altri al Politecnico di Tokyo. Ogni anno, Hosoe tiene un workshop fotografico veramente unico: il Naked School Nude workshop cui prendono parte al massimo 15 persone. Secondo Hosoe, il corpo nudo rappresenta una condizione universale dell'essere umano in grado di superare i limiti di nazionalità, razza e cultura.
Hosoe è stato direttore del Kiyosato Museum of Photographic Arts (Kiyosato, Yamanashi) sin dalla sua apertura nel 1995.
Tra i premi ricevuti, oltre quelli del proprio paese, va menzionato il prestigioso Visionary Award 2006, premio internazionale assegnato all'interno dei Lucie Awards: è stato il primo giapponese a riceverlo, il suo nome compare accanto a quello di Cornell Capa, Henri Cartier-Bresson, Gordon Parks, William Klein, Zana Briski e tanti altri.